# アン・ホイットニー
アン・ホイットニー（Anne Whitney、1821年9月2日 - 1915年1月23日）はアメリカ合衆国の彫刻家、詩人、女性運動の活動家である。彫刻家としてはワシントンの国立彫像ホール・コレクションに展示されているアメリカ独立のリーダー、サミュエル・アダムズの彫像などの作者として知られている。

## 略歴
マサチューセッツ州のウォータータウンのリベラルなユニテリアンの家に生まれた  。メイン州の私立学校で学んだ後、1847年から1849年の間、セイラムで私立学校を経営した。この頃女性が美術を学ぶのは困難であったが、1855年頃から、家族の胸像の制作を始め、1859年にニューヨークの美術学校、ナショナル・アカデミー・オブ・デザインの展覧会に、少女の胸像を出展した。この年、それまで新聞や雑誌に発表していた詩を集めて出版した。ニューヨークに移り、1859年から1960年の間、ブルックリンの病院で解剖学を学び、その後フィラデルフィアのペンシルベニア美術アカデミーで絵を学んだ。1862年にボストンにスタジオを設立し、プロの彫刻家としての仕事を始めた。
1867年からローマに、数年間滞在し 、ローマで働いていたハリエット・ホズマー(1830-1908)やエマ・ステビンス(1815-1882)、マーガレット・フォーリー (1827–1877)、エドモニア・ルイス(1844-1907)、フローレンス・フリーマン(1836-1883)といった、アメリカ人女性彫刻家のグループと交流し、ローマでも作品を制作した。アメリカに戻った後、ボストンで活動した。
代表的な作品には、国立彫像ホール・コレクションに展示されているアメリカ独立のリーダー、サミュエル・アダムズの彫像やマサチューセッツ州ケンブリッジに設置されている反奴隷制運動の指導者チャールズ・サムナーの像などがある。

## 作品

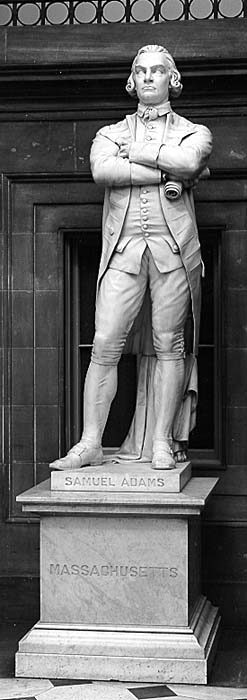
サミュエル・アダムズ、(1876)、国立彫像ホール・コレクション
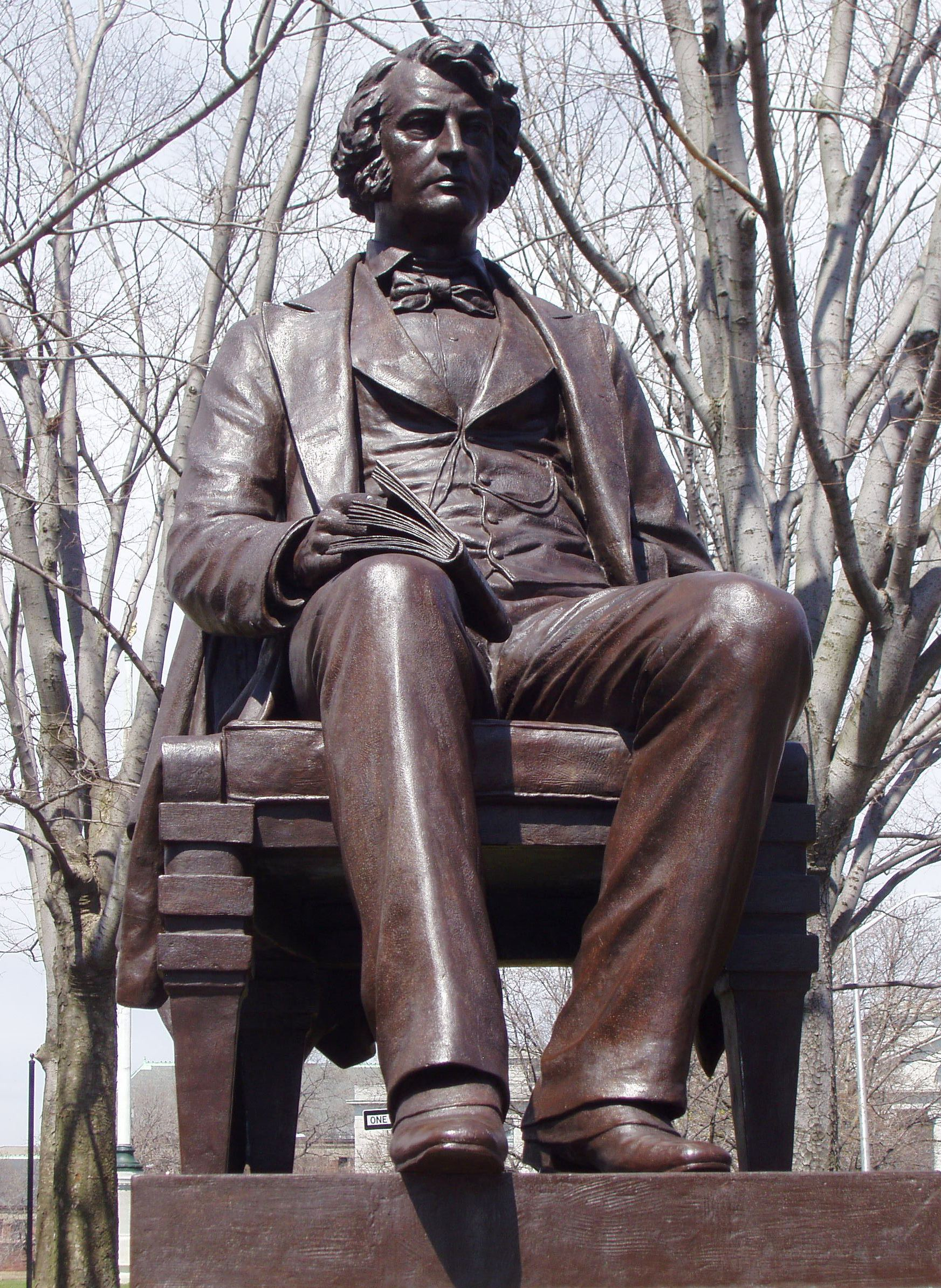
チャールズ・サムナー
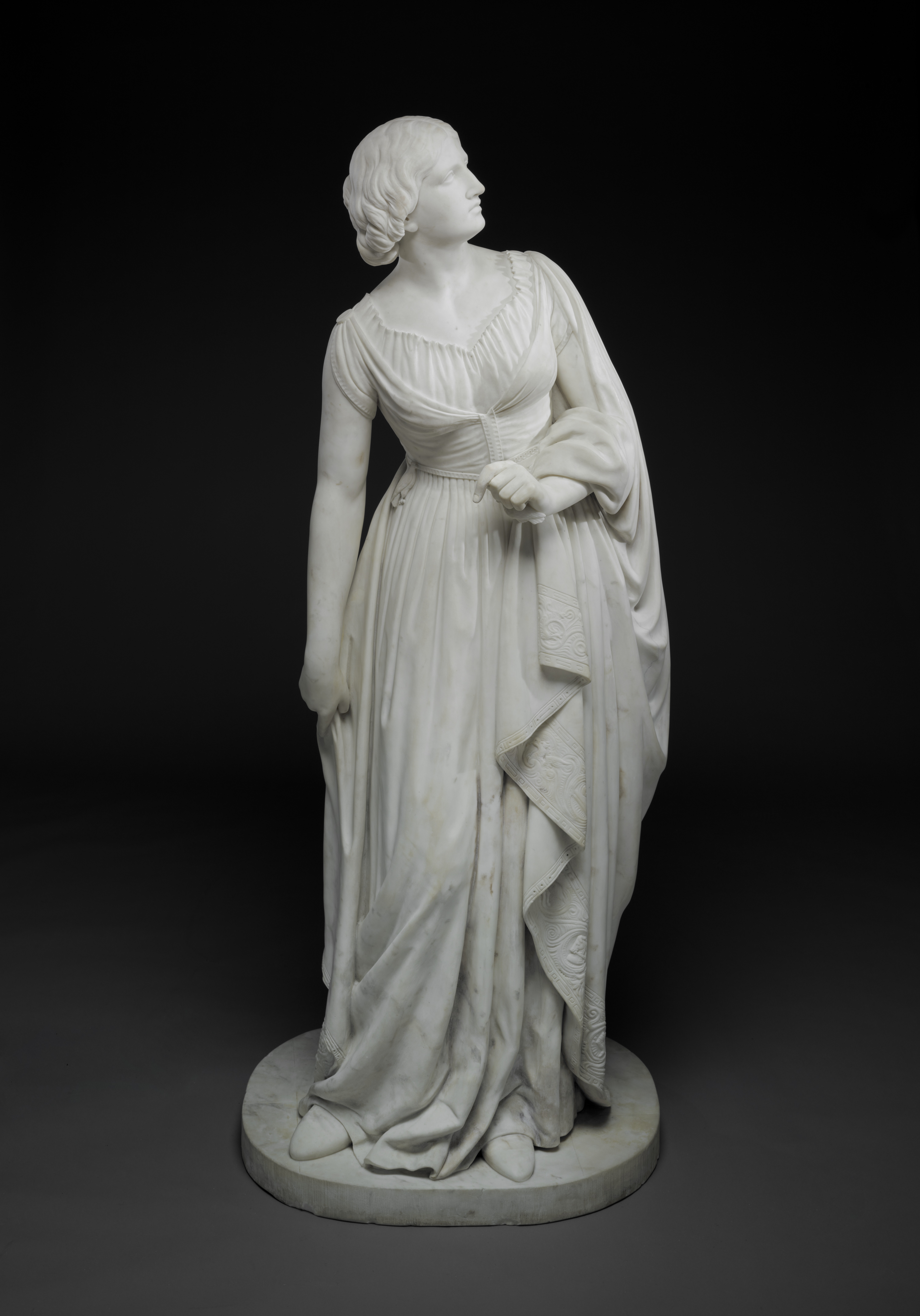
ゴダイヴァ夫人、(1854)、ダラス美術館
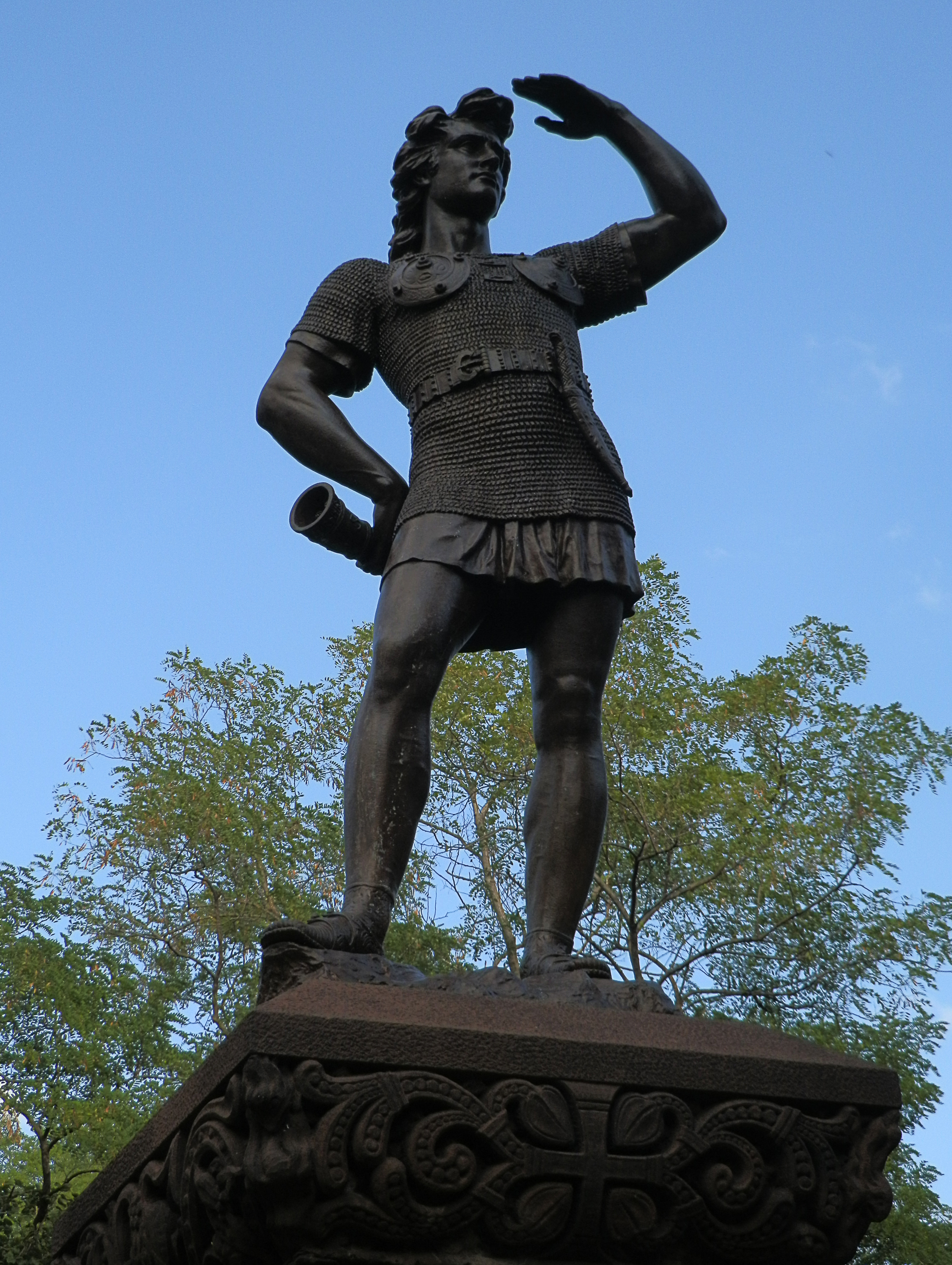
レイフ・エリクソン、ミルウォーキーのJuneau Park